# Małgorzata Białecka
Małgorzata Białecka (Gdynia, 2 de abril de 1988) es una deportista polaca que compite en vela en la clase RS:X.
Ganó una medalla de oro en el Campeonato Mundial de RS:X de 2016 y una medalla de oro en el Campeonato Europeo de RS:X de 2015.

## Palmarés internacional
| \| Campeonato Mundial \| Campeonato Mundial \| Campeonato Mundial \| Campeonato Mundial \| \| Año \| Lugar \| Medalla \| Clase \| \| ------------------ \| ------------------ \| ------------------ \| ------------------ \| \| 2016 \| Eilat (Israel) \| Medalla de oro \| RS:X \| \| Campeonato Europeo \| \| \| \| \| Año \| Lugar \| Medalla \| Clase \| \| 2015 \| Mondello (Italia) \| Medalla de oro \| RS:X \| |                   |                |       |
| Campeonato Mundial |                   |                |       |
| Año | Lugar             | Medalla        | Clase |
| 2016 | Eilat (Israel)    | Medalla de oro | RS:X  |
| Campeonato Europeo |                   |                |       |
| Año | Lugar             | Medalla        | Clase |
| 2015 | Mondello (Italia) | Medalla de oro | RS:X  |